# Henri Belle
Henri Belle (Douala, 25. siječnja 1989.) je kamerunski nogometaš, koji igra kao desni krilni igrač za ciparski nogometni klub Cihangir GSK.
Ofenzivno orijentirani krilni igrač započeo je svoju karijeru u kamerunskom klubu "Coton Sport FC de Garoua", prije nego što je preselio u ljetu 2009. u klub "Union Douala". Nakon te sezone, otišao je na probu u švedski klub "Örebro SK" u lipnju 2010. Potpisao je na 6 mjeseci sljedećeg mjeseca. Nije dobio priliku i odbio je igrati za mlade momčadi, pa je njegov ugovor prekinut na obostranu suglasnost krajem listopada.
Belle se preselio u Hrvatsku početkom 2011., potpisavši ugovor s NK Istra 1961. Skrenuo je pozornost na sebe po dobrim igrama i kontroverzama - bio je žrtva rasizma navijača. Belle je postao ključni igrač Istre 1961. Povezivalo se ga s Hajdukom, no na kraju je potpisao za RNK Split [8] Postigao je svoj prvi pogodak za RNK Split u utakmici s Dinamom, koja je završila 2:4.
Ima petero braće i sestara o kojima skrbi, nema roditelje. 2014. u svibnju dobio je poziv među 30-oricom kamerunskih reprezentativaca.